# 石尾陸登
石尾 陸登（いしお りくと、2001年8月7日 - ）は、岐阜県多治見市出身のサッカー選手。Jリーグ・ベガルタ仙台所属。ポジションはディフェンダー。

## 経歴

### プロ入り前
快速を飛ばしてサイドを駆け上がり、精度の高いクロスを供給する両利きのサイドバック。愛知県生まれの岐阜育ち。南姫FCジャーボアを経て、JFAアカデミー福島、仙台大学に進学。第37回デンソーカップチャレンジサッカーのプレーオフでは東北選抜の一員として出場し、決勝で九州選抜を破り本大会への出場を決めた。本大会では優勝した関西選抜、関東選抜Bをグループリーグで破り4位となった。
2023年2月22日、2024年シーズンからのベガルタ仙台の入団が発表された。そして3月10日に特別指定選手として同チームでプレーすることとなった。

### ベガルタ仙台
加入の決め手となったのは「練習の雰囲気がとても良く、現地で試合を見た時もサポーターの応援から、ベガルタ仙台にかける思いや熱意が伝わってきて、ぜひこのチームで勝利に貢献したいと思ったからです」と述べた。
2025年3月1日の第3節、ホーム開幕となった大分トリニータ戦でスタメンを勝ち取るとアシストを記録し、翌週の第4節V・ファーレン長崎戦ではプロ初ゴールを決めた。

## 人物・エピソード
- 背番号は「39 (サンキュー)」で、プロになるまで支えてくれた家族と関係者の皆さん、中学から家を出て家事を任せてしまった妹弟たちへの感謝の気持ちを表現[8][9]。
- 2024年3月2日、第2節のV・ファーレン長崎戦でロングスローをする際、助走距離の関係でピッチサイドの長崎サポーターに椅子を移動してもらうシーンがあり、平身低頭かつ心温まるシーンが話題となった[10]。
- 本来DFの選手でありながらもコンドゥクシオン[11]が出来るので、対戦相手を攪乱してチームの攻撃に厚みを持たせる事も出来る。

## 所属クラブ
- 2014年 - 2016年 JFAアカデミー福島U-15
- 2017年 - 2019年 JFAアカデミー福島U-18
- 2020年 - 2023年 仙台大学
  - 2023年3月 - 12月  ベガルタ仙台（特別指定選手）
- 2024年 -  ベガルタ仙台

## 個人成績
| 国内大会個人成績 | 国内大会個人成績 | 国内大会個人成績 | 国内大会個人成績 | 国内大会個人成績 | 国内大会個人成績 | 国内大会個人成績 | 国内大会個人成績 | 国内大会個人成績 | 国内大会個人成績 | 国内大会個人成績 | 国内大会個人成績 |
| 年度             | クラブ           | 背番号           | リーグ           | リーグ戦         | リーグ戦         | リーグ杯         | リーグ杯         | オープン杯       | オープン杯       | 期間通算         | 期間通算         |
| 年度             | クラブ           | 背番号           | リーグ           | 出場             | 得点             | 出場             | 得点             | 出場             | 得点             | 出場             | 得点             |
| 日本             | 日本             | 日本             | 日本             | リーグ戦         | リーグ戦         | リーグ杯         | リーグ杯         | 天皇杯           | 天皇杯           | 期間通算         | 期間通算         |
| ---------------- | ---------------- | ---------------- | ---------------- | ---------------- | ---------------- | ---------------- | ---------------- | ---------------- | ---------------- | ---------------- | ---------------- |
| 2024             | 仙台             | 39               | J2               | 24               | 0                | 0                | 0                | 0                | 0                | 0                | 0                |
| 2025             | 仙台             | 39               | J2               |                  |                  | 0                | 0                | 0                | 0                |                  |                  |
| 通算             | 日本             | 日本             | J2               | 24               | 0                | 0                | 0                | 0                | 0                | 24               | 0                |
| 総通算           | 総通算           | 総通算           | 総通算           | 24               | 0                | 0                | 0                | 0                | 0                | 24               | 0                |

- 2023年は特別指定選手で公式戦出場はなし。背番号は46。

その他の公式戦
- 2024年
  - J1昇格プレーオフ 2試合0得点

出場歴
- Jリーグ初出場 - 2024年2月25日 J2第1節 vs 大分トリニータ（レゾナックドーム大分）
- Jリーグ初得点 - 2025年3月8日 J2第4節 vs V・ファーレン長崎（キューアンドエースタジアムみやぎ）

## 代表・選抜歴

### 出場大会
- 東北選抜
  - 2023年 - 第37回 デンソーカップチャレンジサッカー
- 全日本大学選抜
  - 2023年 - 第21回 デンソーカップサッカー日韓大学定期戦